# عشب الحبل الكاليفورني
عشب الحبل الكاليفورني (الاسم العلمي:Spartina foliosa) (بالإنجليزية: California cordgras)‏ هو نوع من النباتات يتبع جنس عشب الحبل من الفصيلة النجيلية.